# Coelatura cridlandi
Coelatura cridlandi es una especie de molusco bivalvo  de la familia Unionidae.

## Distribución geográfica
Se encuentra en Kenia Tanzania y Uganda.

## Hábitat
Su hábitat natural son: lagos de agua dulce.